# Кампинос (Мазовецкое воеводство)
Кампи́нос (пол. Kampinos) — село в Польше в сельской гмине Кампинос Западно-Варшавского повета Мазовецкого воеводства. Административный центр гмины Кампинос.
Село располагается при воеводской дороге 580 в буферной зоне Кампиносского национального парка в 8 км от административного центра повета города Ожарув-Мазовецкий и в 38 км от административного центра воеводства города Варшава.

## История
Первое упоминание о селе относится к 1377 году. Первоначально село называлось как Бяле-Място. В 1414 году село получила городской статус. В 1451 году мазовецкий князь Владислав I Плоцкий подарил город своей жене Анне, которая была дочерью олесницкого князя из династии Пястов Конрада V Концкого. В 1476 году город вместе с сохачевской землёй был включён Казимиром IV в состав польской короны. Против этого решения выступили князья Януш II Плоцкий и Болеслав V Варшавский, что привело к столкновению между мазовецкими князьями и польской короной. В 1489 году король передал земли Иерониму и Петру из Нового-Мяста; среди переданных населённых пунктов Бяле-Място впервые упоминается как Кампинос. До 1511 года Кампинос последовательно был собственностью вдовы сандомирского кастеляна Катажина Ясеньская 1497 году, шляхтич Павел Ясеньский в 1500 году, равский воевода Прандота из Тарчина, вислицкий кастелян и сохачевский староста Пётр Шафранец из Песковой-Скалы в 1505 году, плоцкий воевода Ниногжев из Крыска в 1506 году, сохачевский кастелян Анджей из Радзеёвице с 1560—1506 год, Бартоломей, Павел и Станислав из Крыска в 1511 году. В 1511 году Кампинос упоминается как ярмарочный центр. В 1512 году город стал собственностью шляхетского рода Радзеёвских.
В 1540 году в городе была построена деревянная церковь. В 1579 году Кампинос лишился своего городского статуса. В 1649 году владетельницей Кампиноса была королева Людвика Мария Гонзага. В 1661 году в селе было 18 домов крепостных крестьян, одна ферма, мельница и трактир. С 1765 года в селе была небольшая усадьба, функционировали корчма, пивоваренный и винокуренный заводы. В 1772 году в селе была построена каменная церковь в архитектурном стиле барокко по проекту архитектора Лобе из Варшавы.
В XVIII веке владельцами села были последовательно канцлер великий коронный Ян Себастьян Шембек в 1703 году, подкоморий великий литовский Михаил Ежи Вандалин Мнишек вместе с женой Биртильдой в 1735 году, генерал конной артиллерии и первый министр польского короля Августа II Сильного граф Генрих фон Брюль в 1764 году, гетман великий коронный Францишек Ксаверий Браницкий в 1766 году, червинский староста и королевский камергер Людвик Шимон Гутаковский в 1795 году.
После разделов Польши экономика села была отделена от Кампиносской пущи, которая находилась в собственности прусского Управления лесного хозяйства и затем — в собственности российского императорского Лесного хозяйства.
В 1863 году во время польского восстания в селе в усадьбе Лащинских находился штаб Зигмунта Падлевского.
Во время Второй мировой войны через село проходила граница между нацистской Германией и Генерал-губернаторством, поэтому в селе находился пункт немецкой жандармерии.
После войны с 1948 года село стало центром локального туризма. С 50-х годов XX столетия в селе находилась туристическая база, которая была ликвидирована в 90-е годы.
В 1968 году село было награждено орденом «Крест Грюнвальда» III степени за патриотическую деятельность жителей во время Второй мировой войны.
В 1975—1998 годах село входило в состав Варшавского воеводства.

## Достопримечательности

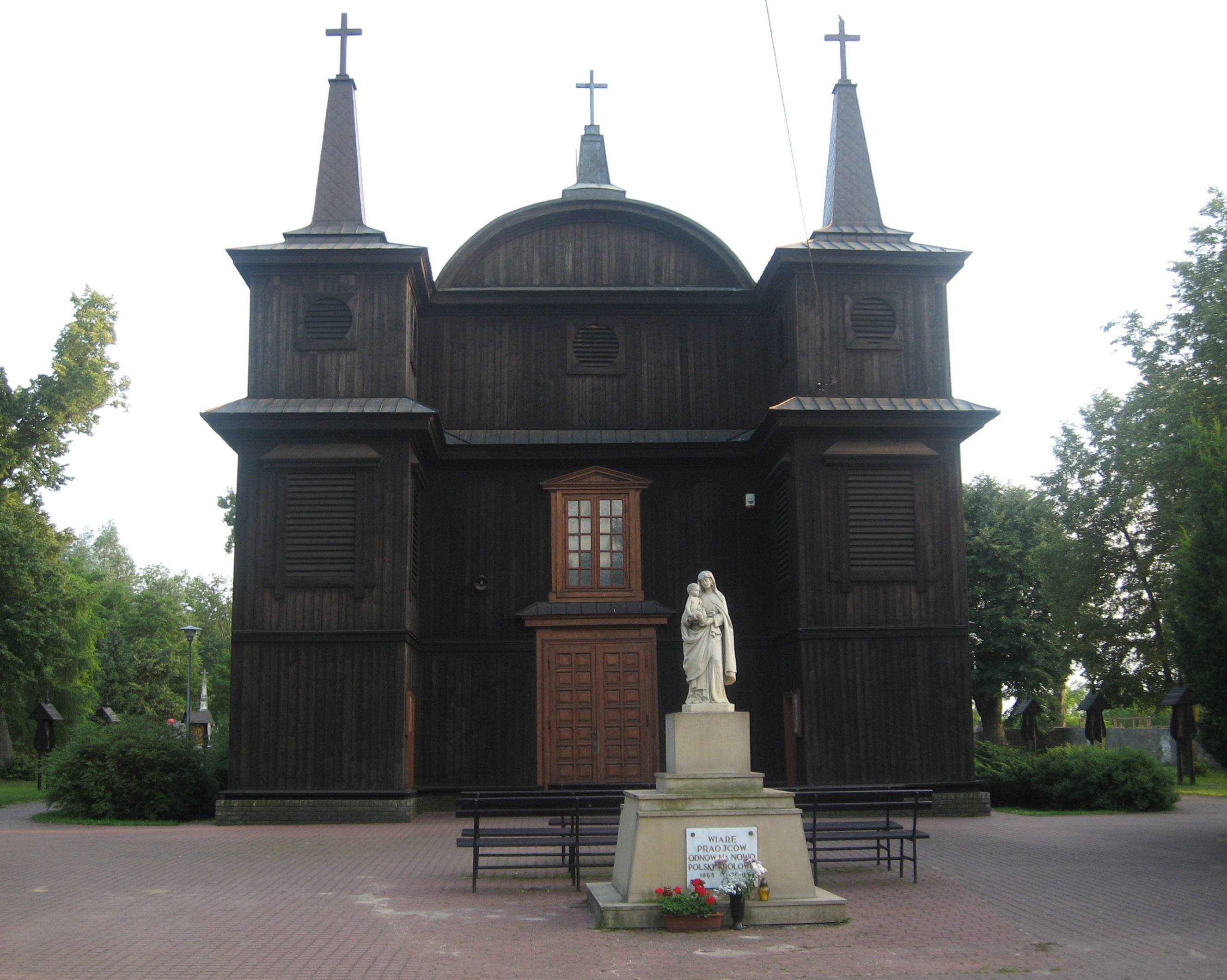
Церковь Успения Пресвятой Девы Марии

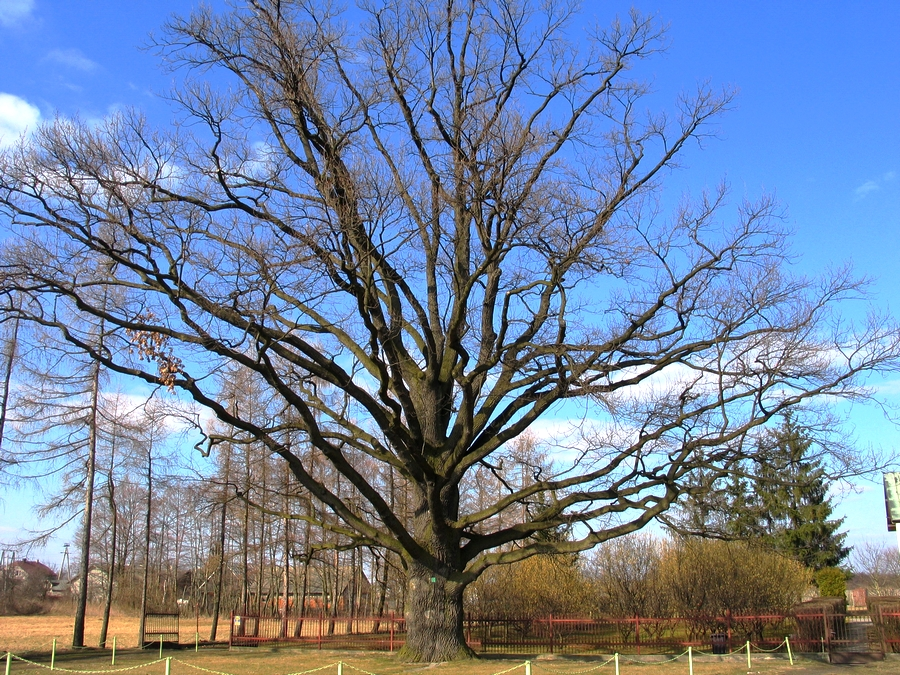
Дуб «Стефан Вышинский»

- Церковь Успения Пресвятой Девы Марии — памятник культуры местного значения;
- Усадебный комплекс — памятник культуры местного значения;
- Дом священника с садом — памятник культуры местного значения.
- Дубы «Стефан Вышинский» и «Фредерик Шопен» — памятники природы;